# Die Professorin – Tatort Ölfeld
Die Professorin – Tatort Ölfeld (Arbeitstitel: Tatort Staatsarchiv) ist ein österreichischer Fernsehfilm aus dem Jahr 2018 von Peter Payer mit Christiane Hörbiger und Mavie Hörbiger in den Hauptrollen. Die Erstausstrahlung im ORF erfolgte am 28. Dezember 2018.

## Handlung
Adelgunde Kramer ist eine emeritierte Professorin für Zeitgeschichte an der Universität Wien, die ganz für ihren Beruf lebt. Sie möchte ein Institut für Europäische Sozialgeschichte gründen. Die russische Historikerin Jekaterina kommt nach Wien, um für ihre Dissertation Recherchen über Reparationen in der sowjetischen Zone anstellen. Adelgunde soll sie dabei betreuen.
Allerdings hat Jekatarina auch einen privaten Grund, mit Adelgunde Kontakt aufzunehmen. Denn Franz Kramer, der Vater von Adelgunde, arbeitete nach dem Zweiten Weltkrieg im besetzten Nachkriegsösterreich während der russischen Besatzung auf den Ölfeldern in Niederösterreich. Nach einem Sabotage-Vorwurf wurde er nach Sibirien verschleppt. Die Familie von Adelgunde, darunter ihre Mutter Irmgard und ihre jüngere Schwester Heidrun Winkler, geborene Kramer, erfuhr erst einige Jahre später von seinem Tod. Jekaterina behauptet, die Enkelin von Adelgundes Vater zu sein. Er soll im Lager eine neue Familie gegründet haben.
Adelgunde und Jekaterina beginnen, Nachforschungen anzustellen. Nachdem diese auch im Umfeld des früheren Bauernbundobmanns Reiter senior und dessen Vergangenheit erfolgen, erwirkt dessen Sohn Kabinettchef Reiter junior, dass Adelgunde ihr Institut doch nicht bekommen soll. Ein DNA-Test ergibt, dass Adelgunde tatsächlich die Tante von Jekaterina ist, Heidrun jedoch deren Halbschwester – Heidrun und Adelgunde haben nicht denselben Vater. Deren gemeinsame Mutter Irmgard gesteht ihnen, dass Karl Reiter Senior der Vater von Heidrun ist, Heidrun Winkler und Kabinettchef Reiter junior sind somit Halbgeschwister.
1953 brach nach einer Schlägerei auf dem Ölfeld ein Feuer aus. Reiter senior hatte damals die falschen Sobatagevorwürfe gegenüber Franz Kramer gegenüber den Russen bestätigt, Kramer wurde wegen Karl Reiter ungerechtfertigt ins Lager geschickt. Nachdem sie Reiter senior und junior mit der damaligen Denunziation durch Reiter senior konfrontiert haben, vermutet Jekaterina, dass Adelgunde ihr Institut nun doch bekommen wird.

## Produktion
Die Dreharbeiten fanden vom 3. November bis zum 2. Dezember 2016 statt, gedreht wurde in Wien und Niederösterreich. Drehort war unter anderem der Friedhof in Vösendorf.
Produziert wurde der Film von der Mona Film, beteiligt war der Österreichische Rundfunk. Für das Szenenbild zeichnete Bertram Reiter verantwortlich, für das Kostümbild Caterina Czepek, für den Ton Heinz K. Ebner und für das Maskenbild Martin Geisler und Aurora Hummer.
Für diesen Film stand Christiane Hörbiger zum ersten Mal gemeinsam mit ihrer Nichte Mavie vor der Kamera. Aus der Schauspielerfamilie Hörbiger waren außerdem Cornelius Obonya und Manuel Witting beteiligt.

## Auszeichnungen und Nominierungen (Auswahl)
- 2019: Nominierung für den 51. Fernsehpreis der Erwachsenenbildung in der Kategorie Fernsehfilm[6]